# Podologia forense

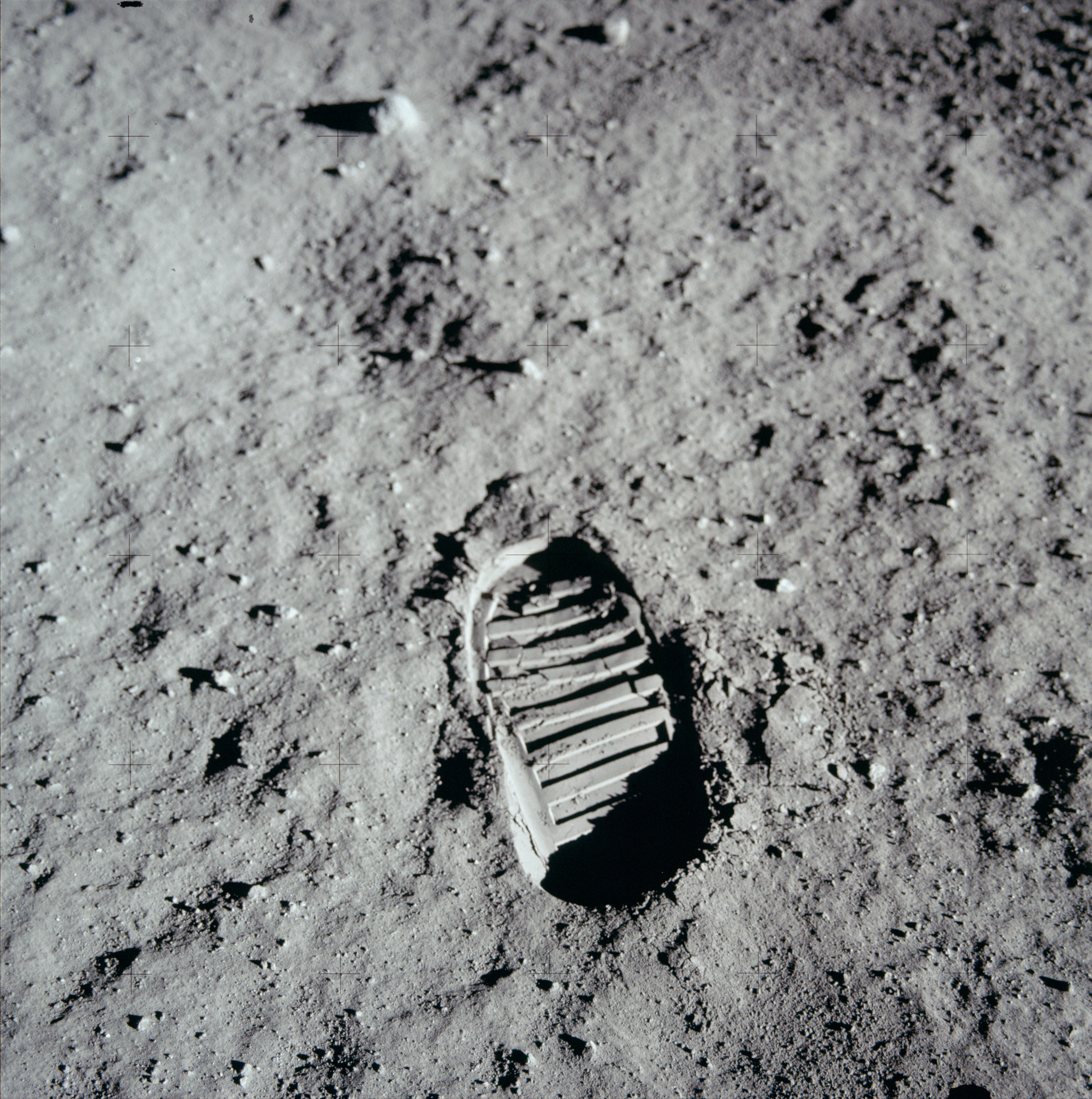
L'orma del primo uomo sulla Luna.

La podologia forense è un metodo di scienza forense per analizzare l'impressione o l'impronta lasciate da una persona in locomozione o da fermo. La disciplina prende anche in considerazione le tracce lasciate da animali quali zoccoli o zampe. Oltre alle orme, rientrano nell'oggetto di studio ogni altra traccia lasciata sul terreno o sul posto dalla quale è possibile risalire all'agente come ad es. le suole delle scarpe od eventuali protesi. Una "pista" è l'insieme di tracce lasciate da uomo o animale o entrambi.
Le orme possono essere d'aiuto durante le ricerche di un criminale o per scoprire prove o evidenze del reato. Non tutte le tracce hanno una spiegazione logica, in riferimento a diverse storie mitologiche e leggende, altre si riferiscono a periodi storici e comportamenti differenti.

## Impronte umane

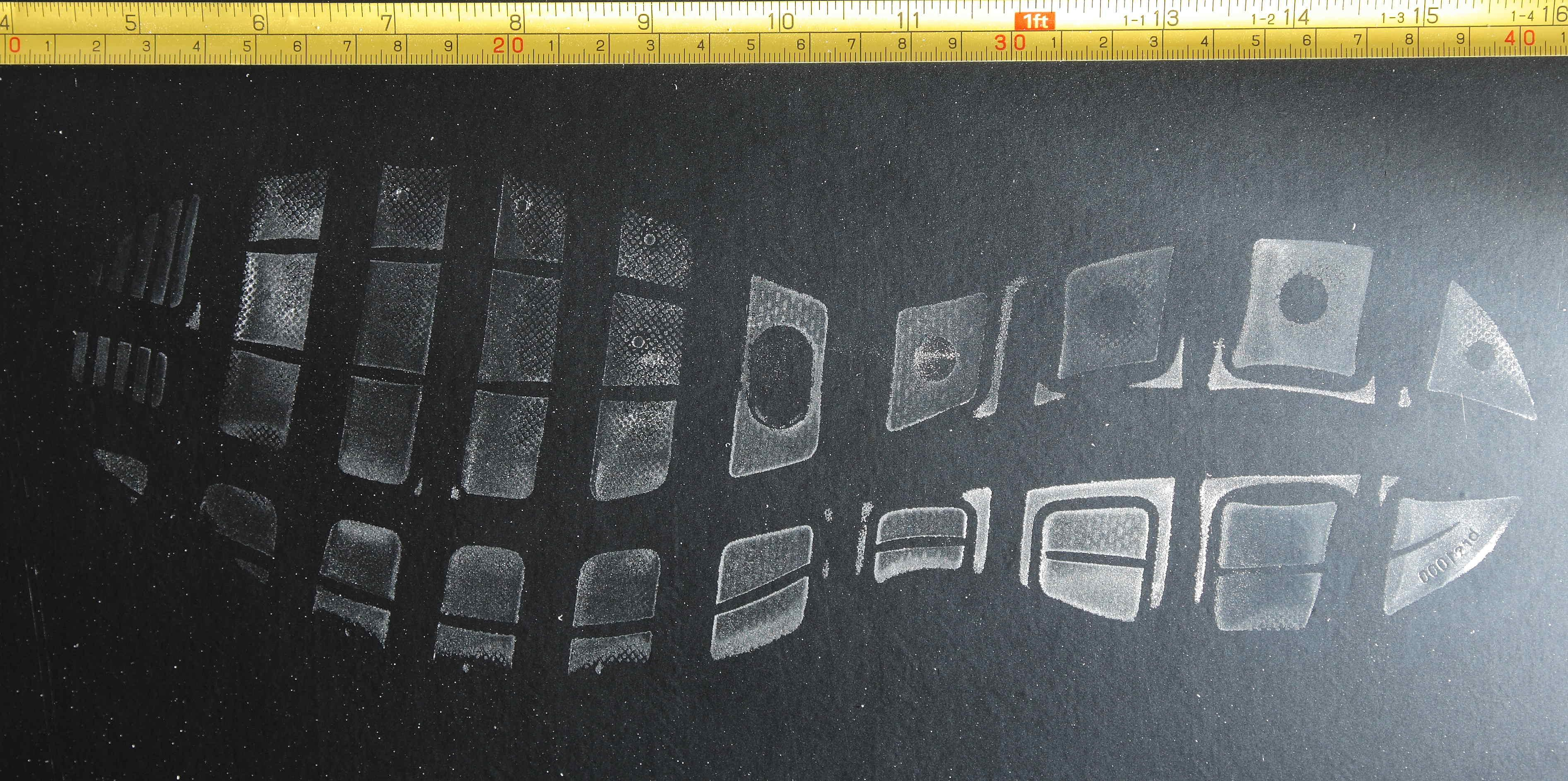
Orme lasciate sulla scena del crimine.

L'impressione lasciata sulla scena del crimine delle calzature, in particolare, si caratterizzano per differenti impronte basate sul disegno della suola e sul peso/quantità di energia esercitata nella pressione. La fotografia forense è una parte rilevante di questa disciplina. 
Alcuni investigatori intuiscono immediatamente l'autore di un reato, magari passando velocemente dall'orma all'arma del delitto. Ciò è spesso riportato nella cronaca nera.
Le orme possono anche permettere all'investigatore di scoprire approssimativamente l'altezza e la larghezza del piede dell'agente. Il piede tende approssimativamente ad essere circa il 15% dell'altezza
. Le caratteristiche individuali di ciascun piede quali, ad es., vesciche, calli, duroni o deformità, possono aiutare l'investigatore nell'analisi criminale. In alcuni casi giudiziari è stato possibile determinare il peso dell'agente mediante l'analisi dell'altezza dell'orma.

## Impronte animali

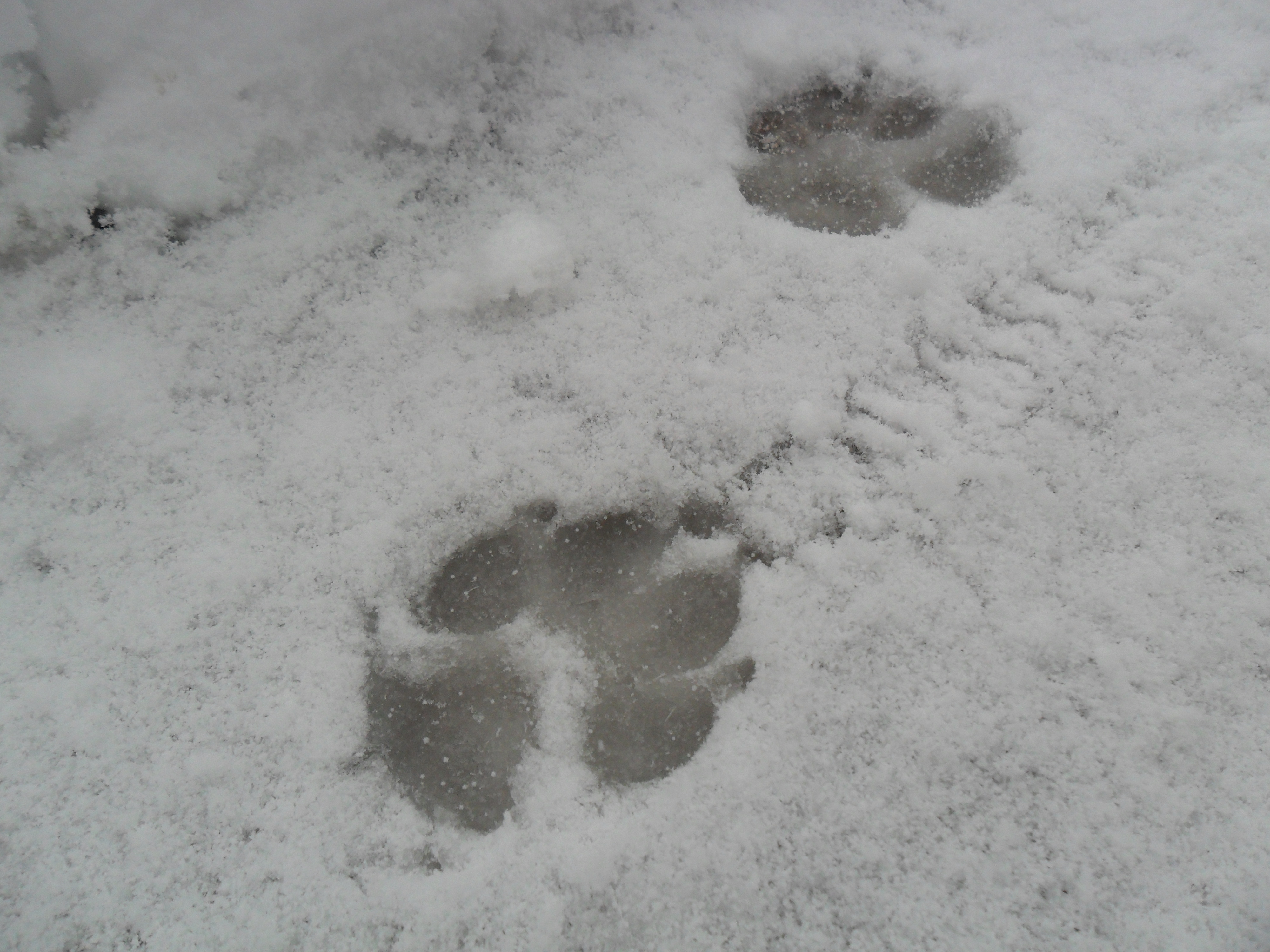
Orme di cane lasciate sulla neve fresca

Esaminare le impronte animali è un modo per scoprire la presenza di varie forme di vita. Il metodo più semplice per farlo è di incominciare dai materiali più morbidi quali neve e fango. Siccome molte impronte sono praticamente identiche, è possibile specializzarsi in ciascuna di queste categorie.

## Impronte archeologiche

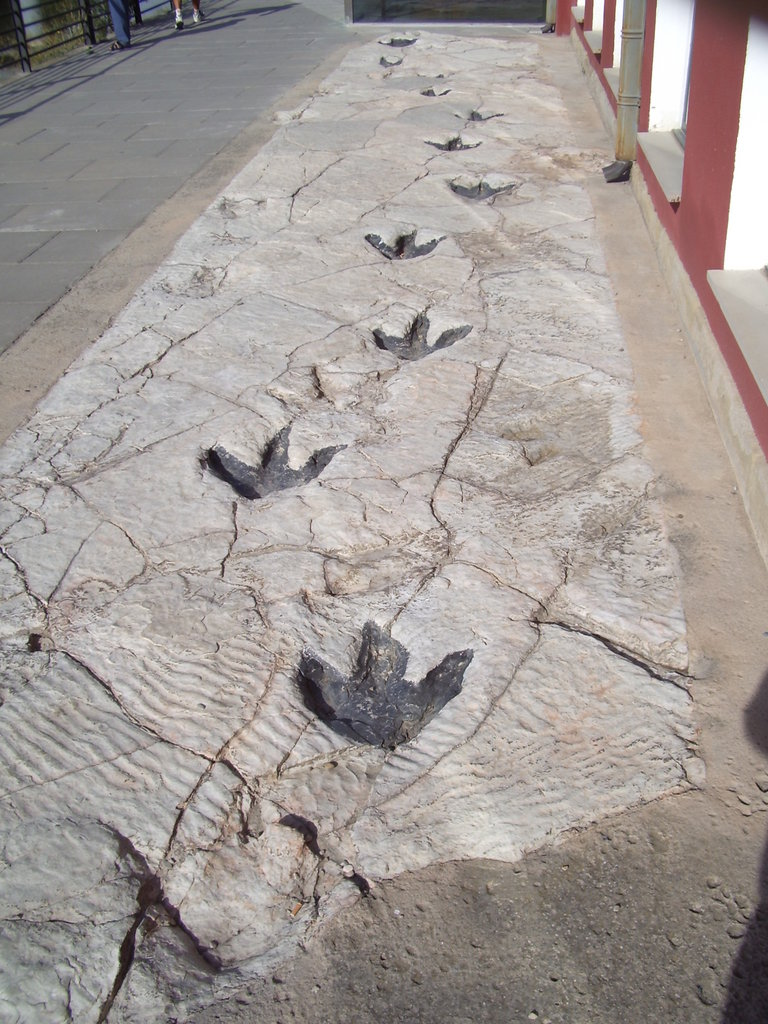
Una riproduzione di orma di dinosauro.

Alcune impronte ci sono giunte come fossili nell'ambito della vita preistorica. Queste tracce, cd. ichnite, possono fornire informazioni al comportamento di varie specie di dinosauri. Lo studio di tali fossili è conosciuto come icnologia e le specie sono conosciute solo da tali evidenze cd. icnospecie. Il Grallator è un esempio di gene derivato dagli icniti.
Per es., un'équipe internazionale ha scoperto nel villaggio di Ileret in Kenya un insieme di orme arcaiche di esseri umani risalenti a 1,5 milioni di anni fa, Il team credeva che le orme fossero state create dalla prima specie di Homo erectus, pertanto si convinsero che questi fosse il primo modo con il quale l'essere umano aveva imparato a camminare.